# Kenneth Medwood
Kenneth Medwood, född 14 december 1987 i Belize City, Belize, är en belizisk löpare som specialiserat sig på 400 meter häck. Han var flaggbärare för Belize i olympiska sommarspelen 2012. Hans personliga rekord ligger på 49:54.